# Pablo Sarabia
Pablo Sarabia García (Madrid, 11 de mayo de 1992) es un futbolista español que juega como centrocampista o delantero en el Al-Arabi S. C. de la Liga de fútbol de Catar.

## Trayectoria
Pablo Sarabia llegó a la cantera del Real Madrid C. F. con doce años procedente de la Escuela de Fútbol Madrid Oeste de Boadilla del Monte. El 3 de enero de 2010 debutó con el Real Madrid Castilla ante la AD Alcorcón. El 17 de enero logró su primer gol con el equipo filial en la goleada por 5 a 2 ante el filial del Racing de Santander.
El 8 de diciembre de 2010 debutó con el Real Madrid en Liga de Campeones de la mano del entrenador José Mourinho en el encuentro Real Madrid 4-0 Auxerre sustituyendo a Cristiano Ronaldo a falta de 18 minutos para el final del encuentro, dando un pase de tacón por debajo de las piernas de un defensa, para que, poco después Karim Benzema lo convirtiera en gol.
El 3 de julio de 2011 se hizo oficial su incorporación al Getafe Club de Fútbol por cinco temporadas. Tras dos temporadas con pocas titularidades, se consolidó como un titular habitual a partir de su tercera campaña. De hecho, su primer gol en Primera División llegó en la victoria por 0 a 2 ante el Villarreal el 31 de octubre de 2013. En su última temporada en el equipo azulón logró marcar siete tantos, su mejor marca goleadora en el equipo madrileño.
En junio de 2016 se hizo oficial su fichaje por el Sevilla F. C. El 14 de agosto debutó en la final de la Supercopa de España ante el F. C. Barcelona. Su gran inicio de temporada 2018-19 le llevó a colocarse como el máximo goleador del fútbol español con trece tantos a finales del mes de octubre, no obstante, seis de esos goles fueron en las rondas previas de la Liga Europa.
Tras tres temporadas en el Sevilla F. C., en julio de 2019 fichó por cinco temporadas con el Paris Saint-Germain, tras abonar al club sevillista 20 millones de euros. Cumplidas dos de ellas, y después de haber iniciado la tercera, el 1 de septiembre de 2021 fue cedido al Sporting C. P. hasta junio de 2022. En Portugal también logró conquistar trofeos. El 29 de enero fue decisivo para ganar la Copa de la Liga después de dar la asistencia del gol del empate y marcar el tanto del triunfo en la final ante el S. L. Benfica.
El 17 de enero de 2023 abandonó definitivamente la entidad parisina tras ser traspasado al Wolverhampton Wanderers F. C. inglés. Estuvo dos años y medio y, tras expirar su contrato, fichó por el Al-Arabi S. C. catarí.

## Selección nacional
Ha sido internacional en todas las categorías inferiores de la selección española y en la selección nacional.
En agosto de 2011 fue campeón de Europa con la selección española sub-19 y en 2013, con la selección sub-21, se proclamó campeón de la Eurocopa Sub-21.
El 5 de septiembre de 2019 debutó con la selección absoluta de España en el partido Rumanía-España que finalizó 1-2 a favor del equipo español.

### Participaciones en Eurocopas
| Copa          | Sede   | Resultado   | Partidos | Goles |
| ------------- | ------ | ----------- | -------- | ----- |
| Eurocopa 2020 | Europa | Semifinales | 5        | 2     |

### Participaciones en Copas del Mundo
| Mundial      | Sede  | Resultado        | Partidos | Goles |
| ------------ | ----- | ---------------- | -------- | ----- |
| Mundial 2022 | Catar | Octavos de final | 1        | 0     |

### Goles internacionales
| N.º | Fecha                   | Estadio                                    | Rival           | Gol | Resultado | Competición                         |
| --- | ----------------------- | ------------------------------------------ | --------------- | --- | --------- | ----------------------------------- |
| 1.  | 15 de noviembre de 2019 | Estadio Ramón de Carranza, Cádiz, España   | Malta           | 4-0 | 7-0       | Clasificación Eurocopa 2020         |
| 2.  | 23 de junio de 2021     | Estadio de La Cartuja, Sevilla, España     | Eslovaquia      | 0-3 | 0-5       | Eurocopa 2020                       |
| 3.  | 28 de junio de 2021     | Parken Stadion, Copenhague, Dinamarca      | Croacia         | 1-1 | 3-5       | Eurocopa 2020                       |
| 4.  | 5 de septiembre de 2021 | Estadio Nuevo Vivero, Badajoz, España      | Georgia         | 4-0 | 4-0       | Clasificación Mundial 2022          |
| 5.  | 11 de noviembre de 2021 | Estadio Olímpico de Atenas, Atenas, Grecia | Grecia          | 0-1 | 0-1       | Clasificación Mundial 2022          |
| 6.  | 29 de marzo de 2022     | Estadio de Riazor, La Coruña, España       | Islandia        | 4-0 | 5-0       | Amistoso                            |
| 7.  | 29 de marzo de 2022     | Estadio de Riazor, La Coruña, España       | Islandia        | 5-0 | 5-0       | Amistoso                            |
| 8.  | 9 de junio de 2022      | Stade de Genève, Lancy, Suiza              | Suiza           | 0-1 | 0-1       | Liga de Naciones de la UEFA 2022-23 |
| 9.  | 12 de junio de 2022     | Estadio La Rosaleda, Málaga, España        | República Checa | 2-0 | 2-0       | Liga de Naciones de la UEFA 2022-23 |

## Estadísticas

### Clubes
Actualizado al último partido disputado el 20 de mayo de 2025.
| Club                                     | Div.          | Temporada     | Liga  | Liga  | Copas nacionales | Copas nacionales | Copas internacionales | Copas internacionales | Total | Total |
| Club                                     | Div.          | Temporada     | Part. | Goles | Part.            | Goles            | Part.                 | Goles                 | Part. | Goles |
| ---------------------------------------- | ------------- | ------------- | ----- | ----- | ---------------- | ---------------- | --------------------- | --------------------- | ----- | ----- |
| Real Madrid Castilla C. F. · España      | 2.ª B         | 2009-10       | 16    | 3     | —                | —                | —                     | —                     | 16    | 3     |
| Real Madrid Castilla C. F. · España      | 2.ª B         | 2010-11       | 33    | 12    | —                | —                | —                     | —                     | 33    | 12    |
| Real Madrid Castilla C. F. · España      | Total club    | Total club    | 49    | 15    | —                | —                | —                     | —                     | 49    | 15    |
| Real Madrid C. F. · España               | 1.ª           | 2010-11       | 0     | 0     | 0                | 0                | 1                     | 0                     | 1     | 0     |
| Real Madrid C. F. · España               | Total club    | Total club    | 0     | 0     | 0                | 0                | 1                     | 0                     | 1     | 0     |
| Getafe C. F. · España                    | 1.ª           | 2011-12       | 19    | 0     | 1                | 0                | —                     | —                     | 20    | 0     |
| Getafe C. F. · España                    | 1.ª           | 2012-13       | 13    | 0     | 3                | 1                | —                     | —                     | 16    | 1     |
| Getafe C. F. · España                    | 1.ª           | 2013-14       | 33    | 1     | 4                | 1                | —                     | —                     | 37    | 2     |
| Getafe C. F. · España                    | 1.ª           | 2014-15       | 35    | 2     | 5                | 2                | —                     | —                     | 40    | 4     |
| Getafe C. F. · España                    | 1.ª           | 2015-16       | 31    | 7     | 1                | 0                | —                     | —                     | 32    | 7     |
| Getafe C. F. · España                    | Total club    | Total club    | 131   | 10    | 14               | 4                | —                     | —                     | 145   | 14    |
| Sevilla F. C. · España                   | 1.ª           | 2016-17       | 34    | 8     | 5                | 2                | 7                     | 1                     | 46    | 11    |
| Sevilla F. C. · España                   | 1.ª           | 2017-18       | 34    | 6     | 8                | 2                | 11                    | 1                     | 53    | 9     |
| Sevilla F. C. · España                   | 1.ª           | 2018-19       | 33    | 13    | 6                | 2                | 13                    | 8                     | 52    | 23    |
| Sevilla F. C. · España                   | Total club    | Total club    | 101   | 27    | 19               | 6                | 31                    | 10                    | 151   | 43    |
| Paris Saint-Germain F. C. Francia        | 1.ª           | 2019-20       | 21    | 4     | 10               | 8                | 9                     | 2                     | 40    | 14    |
| Paris Saint-Germain F. C. Francia        | 1.ª           | 2020-21       | 27    | 6     | 6                | 1                | 4                     | 0                     | 37    | 7     |
| Paris Saint-Germain F. C. Francia        | 1.ª           | 2021-22       | 2     | 1     | 0                | 0                | —                     | —                     | 2     | 1     |
| Sporting C. P. Portugal                  | 1.ª           | 2021-22       | 29    | 15    | 8                | 4                | 8                     | 2                     | 45    | 21    |
| Sporting C. P. Portugal                  | Total club    | Total club    | 29    | 15    | 8                | 4                | 8                     | 2                     | 45    | 21    |
| Paris Saint-Germain F. C. Francia        | 1.ª           | 2022-23       | 14    | 0     | 2                | 0                | 3                     | 0                     | 19    | 0     |
| Paris Saint-Germain F. C. Francia        | Total club    | Total club    | 64    | 11    | 18               | 9                | 16                    | 2                     | 98    | 22    |
| Wolverhampton Wanderers F. C. Inglaterra | 1.ª           | 2022-23       | 13    | 1     | 0                | 0                | ―                     | ―                     | 13    | 1     |
| Wolverhampton Wanderers F. C. Inglaterra | 1.ª           | 2023-24       | 30    | 4     | 6                | 0                | ―                     | ―                     | 36    | 4     |
| Wolverhampton Wanderers F. C. Inglaterra | 1.ª           | 2024-25       | 23    | 3     | 5                | 0                | ―                     | ―                     | 28    | 3     |
| Wolverhampton Wanderers F. C. Inglaterra | Total club    | Total club    | 66    | 8     | 11               | 0                | ―                     | ―                     | 77    | 8     |
| Al-Arabi S. C. Catar                     | 1.ª           | 2024-25       | 0     | 0     | 0                | 0                | ―                     | ―                     | 0     | 0     |
| Al-Arabi S. C. Catar                     | Total club    | Total club    | 0     | 0     | 0                | 0                | ―                     | ―                     | 0     | 0     |
| Total carrera                            | Total carrera | Total carrera | 440   | 86    | 70               | 23               | 56                    | 14                    | 566   | 123   |

## Palmarés

### Campeonatos nacionales
| Título                      | Club                      | País     | Año  |
| --------------------------- | ------------------------- | -------- | ---- |
| Supercopa de Francia        | Paris Saint-Germain F. C. | Francia  | 2019 |
| Ligue 1                     | Paris Saint-Germain F. C. | Francia  | 2020 |
| Copa de Francia             | Paris Saint-Germain F. C. | Francia  | 2020 |
| Copa de la Liga de Francia  | Paris Saint-Germain F. C. | Francia  | 2020 |
| Supercopa de Francia        | Paris Saint-Germain F. C. | Francia  | 2020 |
| Copa de Francia             | Paris Saint-Germain F. C. | Francia  | 2021 |
| Copa de la Liga de Portugal | Sporting C. P.            | Portugal | 2022 |
| Supercopa de Francia        | Paris Saint-Germain F. C. | Francia  | 2022 |

### Campeonatos internacionales
| Título                                 | Club (*)            | País    | Año  |
| -------------------------------------- | ------------------- | ------- | ---- |
| Campeonato Europeo de la UEFA Sub-19   | Selección de España | Rumania | 2011 |
| Campeonato de Europa Sub-21 de la UEFA | Selección de España | Israel  | 2013 |

(*) Incluyendo la selección.